# Dasudi, Chiknayakanhalli
Dasudi là một làng thuộc tehsil Chiknayakanhalli, huyện Tumkur, bang Karnataka, Ấn Độ.